# رام کردن زن سرکش (فیلم ۱۹۸۰)
رام کردن زن سرکش (ایتالیایی: Il Bisbetico Domato) یک فیلم ایتالیایی به کارگردانی فرانکو کاستلانو و جوزپه موچا است که در سال ۱۹۸۰ منتشر شد. این فیلم، اقتباسی آزاد از نمایشنامهٔ رام کردن زن سرکش اثر ویلیام شکسپیر است.

## بازیگران
- ادیت پیترس
- آدریانو چلنتانو
- اورنلا موتی
- پیپو سانتوناستاسو
- میلی کارلوچی
- ساندرو گیانی
- مارکو کُلومبرو